# DataSynapse
DataSynapse是总部位于美国纽约的一家应用软件公司，主要提供跨平台分布式计算系统。2000年由当时从业于投资银行的Peter Lee和Jamie Bernardin联手创建；现在二人分别担任首席执行官及总裁职务。
公司主要产品为GridServer（原名LiveCluster），2001年推出。作为一种分布式计算的软件平台，GridServer通过网络分配规模庞大的计算事务，实现对空闲计算机资源的有效利用。由于以Java写成，在当时主要以C++支持计算应用的客户中被视为创新。现在产品在银行、保险及许多计算密集型产业都有广泛应用，其客户遍及北美、欧洲和亚洲市场。
2007年又推出了FabricServer，可以对不同的Web服务器进行跨平台整合，以有效分配资源，均衡负载。目前可以支持包括WebLogic、JBoss在内的多种服务器。